# Fåglarna sjunga klockan 1.45
Fåglarna sjunga 1.45 (originaltitel: Sabotage) är en brittisk spion-thrillerfilm från 1936 i regi av Alfred Hitchcock. Filmens manus, skrivet av Charles Bennett, är baserat på romanen Anarkisten från 1907 av Joseph Conrad.

## Handling
En man driver en biograf. Vad ingen vet, inte ens hans familj, är att det bara är en fasad för sabotageverksamhet.

## Om filmen
Det finns en scen där en 14-årig pojke sprängs i bitar på en buss, vilket på sin tid skapade en viss kontrovers.[källa behövs]

## Rollista i urval
- Sylvia Sidney – Mrs Verloc
- Oskar Homolka – Karl Anton Verloc
- Desmond Tester – Steve
- John Loder – Polissergeant Ted Spencer
- Joyce Barbour – Renee
- Matthew Boulton – Inspektör Talbot
- S.J. Warmington – Hollingshead
- William Dewhurst – Professorn
- Charles Hawtrey – Flitig yngling
- Peter Bull – Michaelis (ej krediterad)